# Julius Sugut
Julius Kipkemei Sugut (1978) è un ex maratoneta keniota.

## Competizioni internazionali
1999
- 7º alla Monaco Run - Riviera Classic ( Monaco) - 2h20'11"
- 4º alla Maratona di Reims ( Reims) - 2h12'39"
- Oro alla Maratona di Napoli ( Napoli) - 2h18'39"
- 5º alla Mezza maratona di Prato ( Prato) - 1h04'26"
- 9º alla Mezza maratona di Trieste ( Trieste) - 1h05'38"

2000
- 15º alla Maratona di Parigi ( Parigi) - 2h14'47"
- Oro alla Maratona di Mont Saint-Michel ( Mont Saint-Michel) - 2h14'22"
- 11º alla Maratona di Reims ( Reims) - 2h22'05"

2001
- 5º alla Maratona di Amburgo ( Amburgo) - 2h13'27"
- Oro alla Maratona di Mont Saint-Michel ( Mont Saint-Michel) - 2h12'37"
- 4º alla Maratona di Lione ( Lione) - 2h20'04"

2002
- 7º alla Maratona di Amburgo ( Amburgo) - 2h11'29"
- 4º alla Maratona di Reims ( Reims) - 2h14'01"
- Argento alla Maratona di Lipsia ( Lipsia) - 2h15'16"
- Argento alla Mezza maratona di Bagneux ( Bagneux) - 1h04'30"
- 8º alla 20 km di Maroilles ( Maroilles) - 1h02'08"

2003
- 10º alla Maratona di Francoforte ( Francoforte sul Meno) - 2h16'53"
- Argento alla Maratona di Marsiglia ( Marsiglia) - 2h12'23"
- Argento alla Maratona di Mont Saint-Michel ( Mont Saint-Michel) - 2h16'51"

2004
- Bronzo alla Maratona di Hannover ( Hannover) - 2h13'50"
- Argento alla Maratona di Odense ( Odense) - 2h15'16"
- Argento alla Maratona di Mumbai ( Mumbai) - 2h16'53"

2005
- Oro alla Maratona di Mumbai ( Mumbai) - 2h13'20"
- 6º alla BIG25 ( Berlino), 25 km - 1h14'34"
- 6º alla Mezza maratona di Delhi ( Nuova Delhi) - 1h03'41"

2006
- Bronzo alla Maratona di Taipei ( Taipei) - 2h12'32"
- 5º alla Maratona di Dubai ( Dubai) - 2h15'34"
- 5º alla Maratona di Porto ( Porto) - 2h16'11"

2007
- 4º alla Maratona di Xiamen ( Xiamen) - 2h16'37"

2008
- 7º alla Maratona di Praga ( Praga) - 2h15'52"

2009
- 13º alla Maratona di Dublino ( Dublino) - 2h18'39"
- 9º alla Maratona di Salonicco ( Salonicco) - 2h19'45"